# Desaparició de Cristina Bergua
La desaparició de Cristina Bergua és un cas obert i sense resoldre ocorregut el 9 de març de 1997 a Cornellà de Llobregat. La víctima de l'esvaïment fou l'estudiant catalana Cristina Bergua Vera —nascuda al mateix municipi l'any 1980— i el principal sospitós sempre fou la seua parella, Francisco Javier Román, per la qual cosa les perquisicions de la investigació van prioritzar sempre que es pogués tractar d'un presumpte feminicidi.
El seu cas esdenvingué un punt d'inflexió comunicatiu gràcies a la insistent reivindicació per part de la seua família, que comportà en primer lloc la creació de l'Associació de Persones Desaparegudes sense Causa Aparent (Inter-SOS). Posteriorment, el llegat de la seua desaparició i l'activisme social entorn d'aquests fets també influenciaren de manera cabdal en la creació del Centre Nacional de Persones Desaparegudes espanyol l'any 2018, i que alhora derivà en la declaració el 9 de març com el Dia de les Persones Desaparegudes Sense Causa Aparent a Espanya.

## Fets
El dia dels fets, Cristina Bergua Vera tenia la intenció de trobar-se al vespre amb la que llavors era la seua parella, Francisco Javier Román, a fi i efecte de posar fi a la relació sentimental que mantenien —segons explicà posteriorment el seu cercle d'amistats. Malgrat que el pacte de la família era el d'avisar per telèfon o amb una nota quan no s'arribava a l'hora a casa, la jove aquell dia no arribà a casa seua a l'hora prevista, als volts de les 22 hores del vespre. Això desencadenà la preocupació instantània dels seus pares, Luisa Vera Martínez i Joan Bergua Funes, que trucaren a diverses amistats de la jove i anaren a denunciar-ne la desaparició a la comissaria aquella mateixa nit. Nogensmenys, la policia els demanà d'esperar algunes hores en cas que s'hagués endarrerit, motiu pel qual no fou interposada fins al dia següent.
Segons Román, aquest només l'acompanyà fins a la carretera d'Esplugues, a pocs metres del domicili familiar de Bergua, per tal d'acomiadar-s'hi. Assegurà que la parella no havia tallat, però quan se l'informà que la noia no apareixia s'ha afirmat que es mostrà impassible i no s'oferí en primer terme a col·laborar en la seua recerca. Fou a la carretera d'Esplugues on la noia fou vista per darrera vegada.
Dies més tard, una carta anònima que demanava de buscar el cadàver de Bergua Vera als contenidors de Cornellà va alertar la policia de fer-ho a l'abocador del Garraf, motiu pel qual es varen escorcollar fins a 100 metres quadrats d'aquestes instal·lacions (corresponents a totes les escombraries de 1997 a Cornellà dipositades amb anterioritat de la desaparició). Tot i així, per endarreriments consecutius, ho varen començar a fer transcorreguts 11 mesos després de l'avís. Hi hagueren diversos problemes relacionats amb el pagament de les despeses de recerca i l'elevat perill de gasos tòxics per la fermentació de les deixalles, que suposà la negativa dels operaris en diverses ocasions. Això perllongà gairebé dos anys la recerca i les deixalles corresponents al mes de març de 1997 no es varen acabar de trobar: les escombraries remenades pertanyien als mesos anteriors i el mapa de disposició dels residus no havia estat el correcte. La família no va conèixer aquests fets fins que foren públics el març de 1998, atès que la recerca estigué gairebé tot un any sota secret de sumari.
Després de dos anys, la investigació fou tancada sense cap desenllaç el 1999. Tot i així, es reobrí el 2008 per part dels jutjats de Cornellà per tal d'intentar aplicar els nous avenços en tecnologia de l'ADN i d'indagació policial, en cas que alguna de les pistes o indicis hagués pogut passar per alt. No obstant això, aquesta darrera reobertura del cas no pogué esclarir les causes de la desaparició o la troballa de la jove.

## Homenatge
Com a commemoració a Cristina Bergua Vera, a l'esforç de la seua família per a trobar-la durant més de dues dècades i alhora com a homenatge a totes les persones desaparegudes sense cap causa aparent, un monòlit en record seu vetlla des del 2018 el conegut com a Espai Cristina Bergua al carrer de la Miranda de Cornellà de Llobregat, al davant del domicili dels seus pares.